# 안둥성 (중화민국)

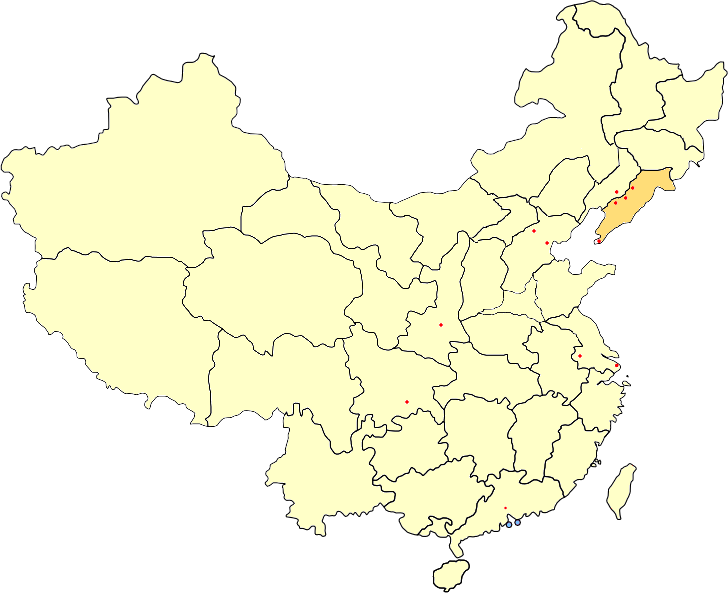
랴오둥성의 위치

안둥성(한국어: 안동성, 중국어: 安東省, 병음: Āndōng shěng) 혹은 랴오둥성(한국어: 요동성, 중국어 간체자: 辽东省, 정체자: 遼東省, 병음: Liáodōng Shěng)은 과거 중화민국, 중화인민공화국에 존재했던 성으로, 오늘날의 랴오닝성과 지린성의 일부를 차지하고 있었다. 면적은 62,279km2이고 인구는 1947년 경에 2,971,170명이었다.
안둥성은 일본 제국의 괴뢰 국가였던 만주국의 행정 구역으로서 처음 설치되어, 1934년에 예전의 펑톈성(奉天省)은 안둥성, 펑톈성, 진저우성(錦州省)으로 분할되었다. 안둥성의 성도는 1934년부터 1939년까지 퉁화시였다. 그러나 1939년 이후 행정 조직의 개편으로 성도는 만주국과 한반도 사이의 중요한 도시이자 한반도와 무크덴(현재의 랴오닝성 선양시)을 잇는 철도의 경유지인 안둥시(현재의 랴오닝성 단둥시)로 옮겨졌다.
안둥성은 다시 1939년에 안둥성과 퉁화 성(通化省)으로 분할되었다. 제2차 세계 대전이 종전되어 그 결과로 둥베이가 중화민국에 반환된 이후에는 안둥성과 퉁화성을 재통합하였으며, 중화인민공화국 수립 이후에는 1954년에 안둥성이 폐지되고 관할하던 지역은 랴오닝성과 지린성에 분할 편입되었다. 중화민국이 주장하는 안둥성의 강역 가운데에는 명나라 건국 이후에 중국이 실효 지배한 적이 없는 조선민주주의인민공화국 량강도의 일부 지역도 포함된다.

## 같이 보기
- 만주국의 행정 구역